# SN 2003bs
SN 2003bs – supernowa typu Ia odkryta 3 marca 2003 roku w galaktyce A102944+2537. W momencie odkrycia miała maksymalną jasność 17,70m.